# 費爾伍德 (馬里蘭州)
費爾伍德（英語：Fairwood）是位於美國馬里蘭州佐治王子縣的一個普查規定居民點。

## 人口
根據2020年美國人口普查的數據，費爾伍德的面積為8.85平方千米，當中陸地面積為8.84平方千米，而水域面積為0.01平方千米。當地共有人口7983人，而人口密度為每平方千米902.03人。